# Phumosia promittens
Phumosia promittens este o specie de muște din genul Phumosia, familia Calliphoridae. A fost descrisă pentru prima dată de Walker în anul 1859. Conform Catalogue of Life specia Phumosia promittens nu are subspecii cunoscute.